# Bruna Bianchi
Bruna Bianchi (* 5. Juni 1942 in Mailand; † 19. Januar 2021 in Cisternino, Apulien) war eine italienische Germanistin und Übersetzerin. Sie übertrug Literatur, insbesondere Prosawerke der Nachkriegszeit, aus dem Deutschen. Zu den von ihr ins Italienische übersetzten Autoren zählen Peter Handke, Ingeborg Bachmann, Max Frisch, Uwe Johnson und Günter Grass, aus früheren Generationen Hermann Hesse oder Annette von Droste-Hülshoff.
Unter dem Pseudonym Una Chi war sie selbst literarisch tätig und veröffentlichte Romane.

## Leben und Wirken
Bruna Bianchi wurde in Mailand als Nichte der Schriftstellerin Brunella Gasperini geboren. Nach ihrem Studium arbeitete sie als Übersetzerin – zunächst gemeinsam mit Enrico Filippini, im Jahr 1968 erschien das Drama Soldaten, Nekrolog auf Genf von Rolf Hochhuth auf Italienisch – und an der Universität Mailand. Bianchis Übertragungen deutschsprachiger Literatur wurden von Beginn der 1970er-Jahre an von Verlagen wie Feltrinelli, Einaudi oder Adelphi in Auftrag gegeben und publiziert. Ihre Neuübersetzung von Die Blechtrommel (Günter Grass) zum fünfzigsten Jahrestag des Romans wurde als „eine der entscheidenden Etappen in der Geschichte [des] Mailänder Verlagshauses Feltrinelli“ verstanden.
Bianchi war 1972 zum 5. Esslinger Gespräch in der Akademie Bad Boll nach Deutschland gekommen. Helmut M. Braem berichtete davon, wie „die Italienerin“ eine Diskussion ausgelöst habe, „unbeabsichtigt“, über den Ausdruck „Gabelbissenbecher“ in einem Text von Peter Handke. In den Jahren 1978, 1980, 1986, 1992 und 2005 nahm sie an den internationalen Übersetzerworkshops zu jeweils einem Werk von Günter Grass teil. Bianchis übersetzerische Vorgangsweise fand sich, nach dem Zusammentreffen von sechs Übersetzerinnen und Übersetzern mit dem Autor anlässlich der anstehenden neuen Sprachversionen von Das Treffen in Telgte (OA 1979), in einem Bericht der New York Times überliefert. Sie selbst berichtete über ihre Erfahrungen mit dem Übersetzen von Grass und mit den vom Autor persönlich geprägten Seminaren im 2002 von Helmut Frielinghaus herausgegebenen Band Der Butt spricht viele Sprachen. Grass-Übersetzer erzählen:

„Grass hat uns nämlich befreit! Nicht von der Treue, die sein Buch beanspruchen darf […]; er hat uns befreit von unserer Angst, keine Schriftsteller zu sein, von unserer Angst vor Verlegern, Lektoren und dem Publikum in der Heimat.“

Zwischen 1994 und 2000 veröffentlichte sie vier erotische Romane unter dem Namen Una Chi. Teilweise illustrierte sie ihre Bücher selbst. Schon im Jahr 1994, nach dem Erscheinen des ersten Romans, wurde die Identität der Autorin im Corriere della Sera thematisiert und mit Bianchi in Verbindung gebracht, ein Jahr darauf das Pseudonym gelüftet. Im Gespräch mit der Tageszeitung gab die Autorin als einen der Gründe für ihr Publizieren unter einem anderen Namen an, eine Mutter, welche „romanzi hard“ schreibe, könnte auf Unverständnis stoßen, was wiederum gewisse Probleme mit sich brächte. Bianchi hatte eine Tochter und einen Sohn.
Bruna Bianchis literaturwissenschaftliches Wirken, vor allem ihre Beiträge zur Droste-Forschung, wurde mehrfach aufgegriffen, im deutschen Sprachraum zum Beispiel von Gert Sautermeister (1996) und Bernd Kortländer (1998), international etwa von der US-amerikanischen Germanistin Gertrud Bauer Pickar (Ambivalence Transcended. A Study of the Writings of Annette Von Droste-Hülshoff, Columbia, Camden House, 1997).

## Werk

### Übersetzungen (Auswahl)
- mit Enrico Filippini: Rolf Hochhuth: Soldati. Necrologio per Ginevra. Tragedia [Soldaten, Nekrolog auf Genf], Mailand, Feltrinelli, 1968
- Alexander Kluge: Gli artisti sotto la tenda del circo: perplessi. L’ineredula. Progetto C. Detti di Leni Peickert [Die Artisten in der Zirkuskuppel: ratlos. Die Ungläubige. Projekt Z. Sprüche der Leni Peickert], mit einem Vorwort von Pier Paolo Pasolini, Mailand, Garzanti, 1970
- Günter Grass: Anestesia locale [örtlich betäubt], Turin, Einaudi, 1971
- Uwe Johnson: Anniversari: dalla vita di Gesine Cresspahl [Jahrestage], Mailand, Feltrinelli, 1972
- Max Frisch: Diario della coscienza 1966–1971 [Tagebuch 1966–1971], Mailand, Feltrinelli, 1974
- Günter Grass: Dal diario di una lumaca [Aus dem Tagebuch einer Schnecke], Turin, Einaudi, 1974
- Max von der Grün: Strada sdrucciolevole [Stellenweise Glatteis], Turin, Einaudi, 1977
- Peter Handke: Infelicità senza desideri: un romanzo emblematico sulla condizione della donna [Wunschloses Unglück], Mailand, Garzanti, 1977
- Max Frisch: Montauk [Montauk], Turin, Einaudi, 1978
- Günter Grass: Il rombo [Der Butt], Turin, Einaudi, 1979
- Peter Handke: Breve lettera del lungo addio: romanzo [Der kurze Brief zum langen Abschied], Mailand, Feltrinelli, 1981
- Anna Seghers: La gita delle ragazze morte: e altri racconti [Der Ausflug der toten Mädchen und andere Erzählungen], Mailand, Tartaruga, 1981
- Günter Grass: L’incontro di Telgte [Das Treffen in Telgte], Turin, Einaudi, 1982
- Max Frisch: Barbablu [Blaubart], Turin, Einaudi, 1984
- Max Frisch: Trittico: 3 quadri sceni [Triptychon], Turin, Einaudi, 1985
- Ernst Jünger: Il problema di Aladino [Aladins Problem], Mailand, Adelphi Ed, 1985
- Annette von Droste-Hülshoff: Ledwina, Milano, SE, 1988
- Peter Handke: I calabroni [Die Hornissen], mit einem Nachwort von Wendelin Schmidt-Dengler, Mailand, Mondadori, 1992
- Günter Grass: Il richiamo dell’ululone: un racconto [Unkenrufe], Mailand, Feltrinelli, 1992
- Günter Grass: La ratta [Die Rättin], Turin, Einaudi, 1997
- Peter Handke: Prima del calcio di rigore [Die Angst des Tormanns beim Elfmeter], Mailand, Feltrinelli, 2000
- Ingeborg Bachmann: Luogo eventuale [Ein Ort für Zufälle], Mailand, SE, 2002
- Günter Grass: Il tamburo di latta [Neuübersetzung von Die Blechtrommel], Mailand, Feltrinelli, 2009
- Hermann Hesse: Sull’amore, Mailand, Mondadori, 2012

### Germanistisches (Auswahl)
- Annette Droste-Hülshoff, il testo poetico, mit einem Beitrag von Winfried Woesler, Pasian di Prato, Campanotto, 1990
- Verhinderte Überschreitung. Phänomenologie der ‘Grenze’ in der Lyrik der Annette von Droste-Hülshoff. In: Ortrun Niethammer, Claudia Belemann (Hrsg.): Paderborn u. a., Ferdinand Schöningh, 1993, S. 17–34.
- Bedeutungsnot, Gesangsverbot. Problematik der Textgestaltung in der Drosteschen Lyrik. In: Droste-Jahrbuch 3, 1991–1996, S. 52–65.

### Belletristik
- [Una Chi]: E duro campo di battaglia il letto, Edizioni ES, 1994
  - dt.: Das Bett ein Schlachtfeld. Aus dem Italienischen von Barbara Kleiner. München, Belleville, 2009, ISBN 978-3-923646-69-2.
- [Una Chi]: Il sesso degli angeli, Edizioni ES, 1995
  - dt.: engelsgeschlecht. Aus dem Italienischen von Barbara Kleiner. München, Belleville, 1997, Neuauflage 2023, ISBN 978-3-923646-68-5.
- [Una Chi]: Ti vedo meglio al buio, Edizioni ES, 1998
- [Una Chi]: L'ultimo desiderio, Edizioni ES, 2000